# Гермониус, Вадим Эдуардович
Вади́м Эдуа́рдович Гермо́ниус (23 апреля 1890, Ижевск, Вятская губерния, Российская империя — 9 сентября 1937) — советский военачальник, комдив (20.11.1935).

## Биография
Родился в 1895 году в Ижевске в семье генерала, военного инженера Эдуарда Карловича Гермониуса начальника Ижевских оружейного и сталелитейного заводов, потомственного дворянина. По анкетым данным русский(этнический немец). С 1912 года — студент инженерно-строительного отделения Санкт-Петербургского политехнического института. В июле 1914 года — доброволец в действующей армии. Вступил в 1-й запасный артиллерийский дивизион, затем переведен в 1-й Кронштадтский крепостной артиллерийский полк. Окончил Михайловское артиллерийское училище. Окончил войну в чине поручика. В 1918 году женился на Анне Георгиевне Тилерот.  
Поступил на службу в Красную армию в 1918 году. В 1919 году восстановлен в институте. Служил делопроизводителем в Главном артиллерийском управлении. Затем назначен командиром батареи внутренней обороны Петрограда и участвовал в обороне Петрограда от войск Юденича. Затем — командир автопушечной батареи и командир-комиссар 2-го автозенитного дивизиона. Участвовал в подавлении Кронштадтского восстания в марте 1921 года. Член ВКП(б) с 1920 года.  
В 1922—1925 годах учился в Военной академии РККА, после чего служил начальником штаба 3-й Туркестанской стрелковой дивизии, начальником отдела штаба Среднеазиатского ВО, начальником штаба 7-го стрелкового корпуса. В 1929 году отличился в боях с басмачами в составе сводного отряда особого назначения В. М. Примакова. 
26 января—10 февраля 1934 года делегат XVII съезда ВКП(б) с решающим голосом. В это время представлял Донецкую парторганизацию.
Приказом народного комиссара обороны СССР № 2395 от 20 ноября 1935 года Гермониусу было присвоено звание комдива. В 1936 году был назначен командиром и военкомом 17-го стрелкового корпуса.
7 июня 1937 года был арестован по обвинению в троцкистском заговоре. На допросах полностью признал свою вину. Военная коллегия Верховного суда СССР приговорила его 8 сентября 1937 года к высшей мере наказания, и на следующий день он был расстрелян. Реабилитирован 15 декабря 1956 года.

## Награды
- Орден Святого Станислава 3-й ст. (ВП от 04.12.1916 г.).
- Два ордена Красного Знамени (10.03.1922, 26.11.1930)[5]